# Predrag Jovanović
Predrag Jovanović (* 11. August 1965 in Belgrad) ist ein ehemaliger jugoslawischer Fußballspieler.

## Karriere
Predrag Jovanović kam 1989 vom NK Maribor zum FK Sloboda Tuzla. Dort absolvierte er in den folgenden zwei Spielzeiten 50 Spiele in der 1. jugoslawischen Liga und erzielte dabei 18 Tore. Zur Saison 1991/92 folgte der Wechsel zum amtierenden jugoslawischen Meister Roter Stern Belgrad, wo Jovanović jedoch nur in sechs Spielen zum Einsatz kam. Er kehrte noch zur Hälfte der Saison wieder nach Tuzla zurück. Mit der Auflösung der jugoslawischen Fußballliga zur Folgesaison verließ Jovanović seine Heimat und schloss sich den Stuttgarter Kickers an. Für die kam er 13 Mal in der 2. Bundesliga zum Einsatz und erzielte dabei 4 Tore. 1993 wechselte er zum Schweizer Erstligisten SC Kriens. Jedoch stieg der Klub zum Saisonende ab und Jovanović schloss sich dem französischen Zweitligisten Chamois Niort an. Nach einer Spielzeit in Frankreich kehrte er in sein Heimatland zurück und war dort für den FK Železnik aktiv. 1997 wechselte er nach Belgien, wo er in Charleroi zunächst für den Sporting Club und später für den Olympic Club de Charleroi auflief. Zur Saison 1998/99 erfolgte die Rückkehr zum FK Železnik, ehe in der darauffolgenden Spielzeit der nächste Wechsel nach Deutschland zum FK Pirmasens vollzogen wurde. Doch bereits im Sommer 2000 verließ Jovanović Pirmasens und schloss sich dem Bonnyrigg White Eagles FC in der australischen Stadt Sydney an, wo er 2002 seine Karriere beendete.